# Antonio Bernad Gozálvez
Antonio Bernad Gozálvez, conegut també simplement per Toni o Toni Bernad, (Elx, 1917 - València, 5 de maig de 2011) va ser un pintor, caricaturista i dibuixant surrealista valencià, destacat artista de l'exili republicà espanyol.
Nascut en la localitat d'Elx, de menut es va traslladar amb la seua família a Albacete. En la localitat manxega va realitzar els seus primers treballs: caricatures per a la premsa local i provincial. Amb la fi de la Guerra Civil va haver de marxar a l'exili, com tants altres artistes i intel·lectuals espanyols. A França, va sofrir els internaments en els camps de concentració de Gurs i de Saint-Cyprien. Igual que uns altres artistes exiliats, va arribar a la República Dominicana, on va començar el va desenvolupar el seu saber artístic. Els seus dibuixos i caricatures en el diari La Nación li van reportar fama i reconeixement. A Santo Domingo va entaular relació i amistat amb André Bretón, Vela Zanetti i Eugenio Granell, amb qui els crítics comparen la importància de la seua obra i on va ser reconegut com a part substancial de l'avantguarda artística espanyola. Després de passar per Puerto Rico, va recalar a Mèxic, on, a més de treballar com a dibuixant, va desenvolupar la seua obra pictòrica i va contactar amb alguns de les més destacats artistes espanyols com Josep Renau, Enrique Climent o Ernest Guasp.
Va tornar a Espanya en 1953, i va compaginar el seu treball com a agent comercial amb el seu treball artístic. La seua extensa obra va veure la llum per primera vegada a Espanya amb una exposició antològica en 2008 organitzada per la Universitat de València.